# Captain Jinks' Dilemma
Captain Jinks' Dilemma è un cortometraggio muto del 1917 diretto da Lawrence Semon (Larry Semon).

## Produzione
Il film fu prodotto dalla Vitagraph Company of America.

## Distribuzione
Il film fu distribuito dalla Greater Vitagraph (V-L-S-E).